# Chromatica
Chromatica è il sesto album in studio della cantante statunitense Lady Gaga, pubblicato il 29 maggio 2020 dalla Interscope.

## Antefatti
In alcune interviste rilasciate dopo l'annuncio di un'ultima tappa del suo Dive Bar Tour del 2016, Lady Gaga ha lasciato intendere che si sarebbe esibita con nuova musica durante quest'ultima tappa. Tuttavia l'evento è stato posticipato a data da destinarsi a causa di alcuni conflitti nell'agenda della cantante. In seguito l'artista ha suggerito l'ipotesi di pubblicare nuova musica durante la sua tournée mondiale Joanne World Tour, rivelando tuttavia che a causa di costrizioni e limiti posti dalla produzione degli spettacoli non avrebbe avuto modo di presentare materiale inedito. Nonostante ciò Lady Gaga ha dichiarato di aver cominciato le fasi iniziali di scrittura del sesto album studio, che avrebbe fatto da seguito a Joanne.

## Produzione
Durante i primi sette mesi del 2018 Lady Gaga è stata vista recarsi in diversi studi di registrazione tra Los Angeles e New York. Le prime sessioni di registrazioni sono state attribuite al lavoro di post-produzione per la colonna sonora A Star Is Born Soundtrack, mentre quelle successive si ritengono invece attribuibili alle prime fasi di produzione di Chromatica. Il produttore BloodPop, che ha coprodotto l'album precedente della cantante, ha rivelato che lui e Gaga stavano registrando a Malibù, presso la proprietà della cantante, insieme al produttore tedesco Boys Noize. BloodPop ha continuato a pubblicare aggiornamenti simili per tutto il 2019 e gli inizi del 2020, facendo intendere che la produzione è durata per circa tre anni. A luglio 2018, inoltre, la produttrice di musica elettronica sperimentale Sophie ha confermato di aver contribuito alla produzione per il progetto venturo di Lady Gaga, ma di non sapere se il suo contributo sarebbe stato incluso o meno nel prodotto finale.
In un'intervista con Zane Lowe, Gaga ha confermato che il progetto sarebbe stato un album dance, dicendo che «Balleremo sicuramente... Ho messo tutto il mio cuore, il mio dolore, i miei messaggi provenienti dall'altro reame di cui sento parlare... quello che mi dicono di dire al mondo, e io lo metto nella musica, che io ritengo essere così divertente ed energeticamente pura. Voglio che le persone ballino e si sentano felici. Vorrei pubblicare musica che una grossa fetta del mondo possa ascoltare e che diventi parte della loro vita quotidiana e li renda felici ogni singolo giorno.»

La cantante ha reso noto come la sua mentalità si sia evoluta rispetto alla produzione del suo ultimo album, specialmente con la natura reale ed onesta della produzione di questo album, che la fa dubitare meno della sua creatività. Gaga è inoltre scesa nei dettagli riguardo al fatto che il processo collaborativo nel creare l'album l'ha aiutata a superare alcune sue sofferenze interiori:
 In un'intervista concessa a Paper nel marzo 2020, la cantante ha spiegato come BloodPop sia stato il «centro» e il «nucleo» della produzione durante la creazione dell'album; nella medesima intervista ha spiegato anche di aver lavorato con un ampio gruppi di produttori e musicisti, tra i quali Burns, Axwell degli Swedish House Mafia, Tchami, Benjamin Rice e Rami Yacoub, per creare un album descritto come un «arazzo elettronico» dall'intervistatore. Nel discutere la grande atmosfera collaborativa che ha avvolto la produzione dell'album, la cantante ha dichiarato «È facile usare un computer e trovare un loop carino, ma i produttori con cui lavoro io non lavorano così. Quando sono ispirati, ricamano le cose».

Per il brano Rain on Me Gaga ha collaborato con Ariana Grande, una «collega popstar che ha vissuto un immenso trauma in maniera simile sotto gli occhi di tutti» e con la quale ha realizzato un brano che rappresentasse una «celebrazione di tutte le lacrime»:
 Nella stessa intervista, ha anche anticipato canzoni come 911, riguardante i suoi psicofarmaci, e Free Woman, che risponde alla domanda sul cosa significhi essere una donna libera nel 2020. Gaga ha parlato dell'origine di quest'ultima canzone, dicendo che «è venuta fuori in giorni in cui pensavo di morire. Ero tipo "Presto morirò, quindi è meglio che dica qualcosa di importante". Ora la ascolto e so che vivrò». La canzone affronta il suo bisogno di stare con qualcuno «per sopravvivere» cercando al contempo di essere una donna libera, un argomento che affronta nel verso «Non sono una nullità senza una mano forte».
Il 23 aprile 2020, BloodPop ha postato la lista dei brani su Instagram dopo che Gaga l'aveva già pubblicata, indicando i produttori e gli autori che hanno lavorato all'album, inclusi quelli che non erano stati anticipati precedentemente come: Skrillex, Madeon, White Sea, Jacob Kasher, Ryan Tedder, Justin Tranter, Tom Norris, Ely Rise, Johannes Klahr, LIOHN e Madison Love. Riguardo alla presenza dei brani prodotti da Sophie nell'album, BloodPop ha risposto ad un fan dicendo che doveva essere ancora annunciato.

## Titolo e copertina

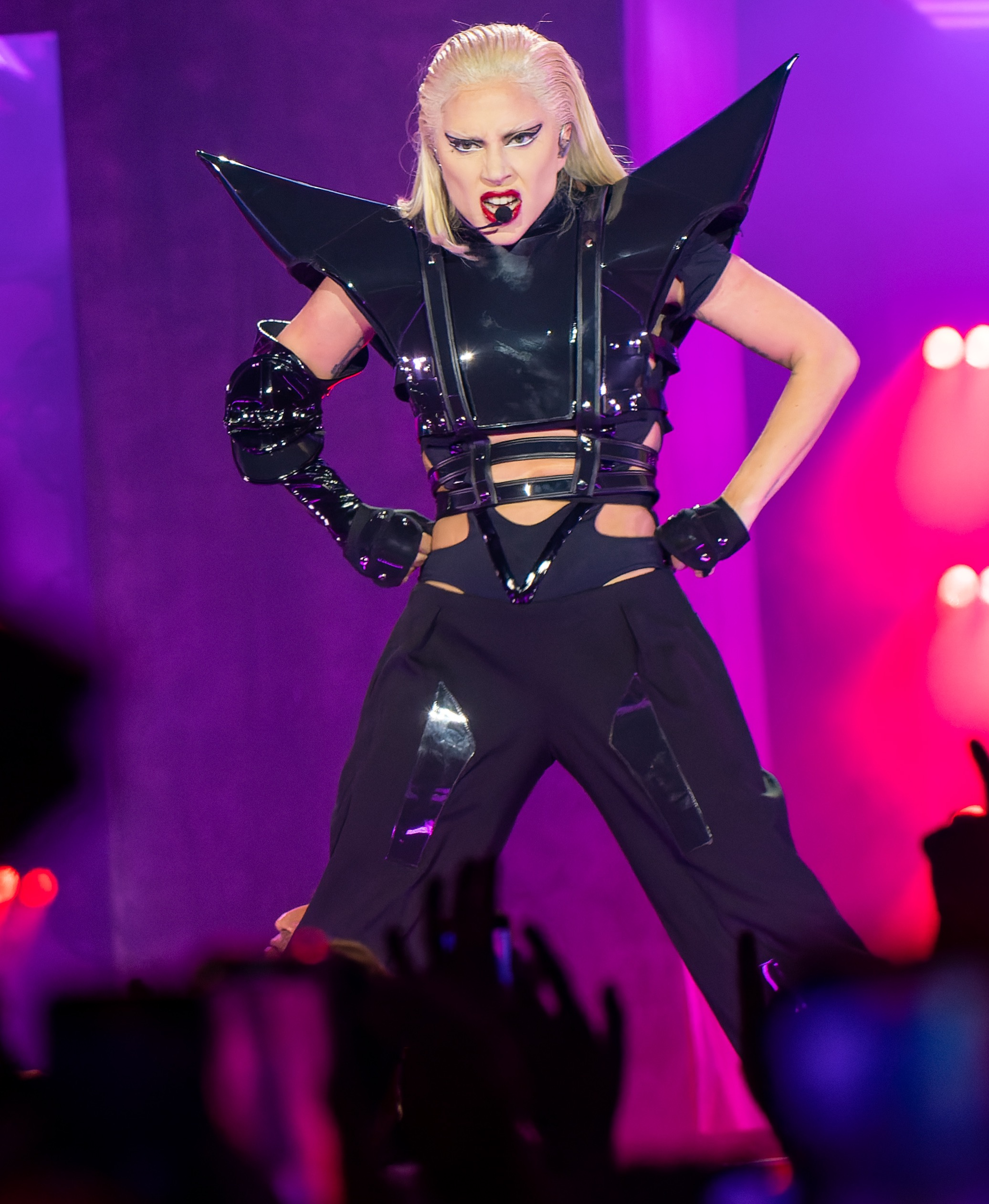
Lady Gaga mentre si esibisce sulle note di Sour Candy al Chromatica Ball, 29 luglio 2022

Riguardo al titolo dell'album, Lady Gaga ha dichiarato «Vivo su Chromatica, è lì che vivo. Sono andata nel mio spazio. Ho trovato la Terra, l'ho eliminata. La Terra è cancellata. Vivo su Chromatica». Una copertina temporanea è stata rivelata assieme al preordine dell'album, rappresentante un simbolo su sfondo rosa. La cantante ha spiegato che «c'è un'onda sinusoidale, che è il simbolo matematico per rappresentare il suono e, per me, il suono è ciò che mi ha curata nella mia vita, e mi ha curata ancora mentre creavo questo album, e questo è ciò di cui parla Chromatica».

Gaga ha inoltre confermato il modo in cui il concept del pianeta Chromatica è andato a delinearsi, dicendo:
 Il 5 aprile 2020 è stata rivelata la copertina dell'album, che rappresenta la cantante con capelli rosa cotonati e una tuta metallica con borchie e spuntoni; tale vestito è caratterizzato dalla manica destra ricoperta da elementi metallici, mentre gli stivali presentano tacchi costituiti da una zanna e un coltello. La cantante, inoltre, viene mostrata sdraiata su una grande grata di metallo illuminata da una luce neon color rosa caldo ed è schiacciata dal simbolo metallico dell'album.

## Promozione

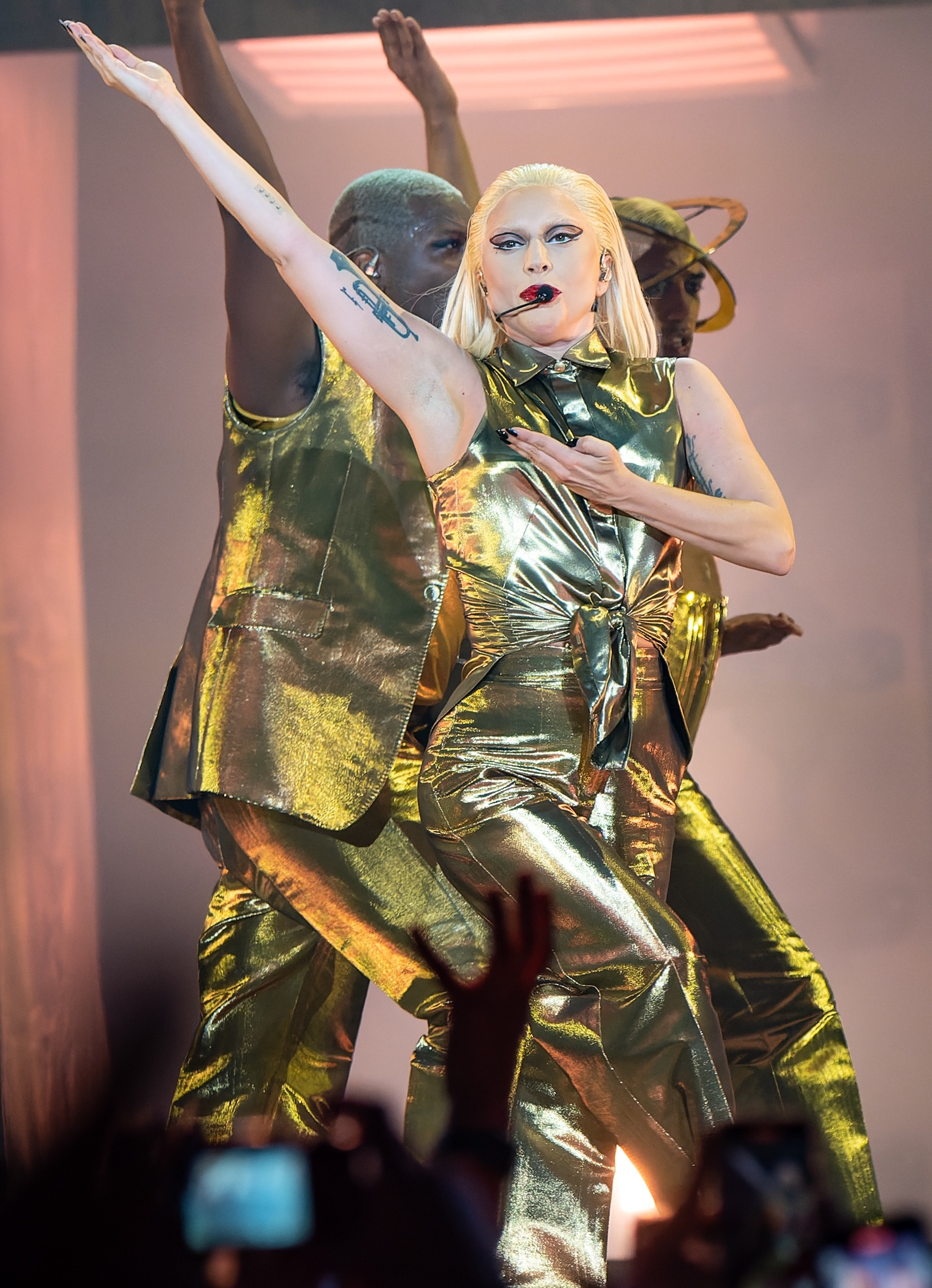
Lady Gaga durante l'esibizione di Babylon al Chromatica Ball, 29 luglio 2022

In risposta alle voci dei tabloid riguardo alla possibilità che fosse incinta, Gaga ha twittato il 12 marzo 2019: «Voci sul fatto che io sia incinta? Sì, sono incinta di #LG6». Ad ottobre 2019, la cantante ha ironicamente annunciato via Twitter che il suo nuovo album si sarebbe intitolato Adele, come la nota cantante britannica. A gennaio 2020, molte fonti hanno riportato che la pubblicazione del primo singolo dell'album sarebbe avvenuta nei primi di febbraio, con l'uscita dell'album poco più avanti. Intitolato Stupid Love, il singolo è stato presentato il 28 febbraio insieme al relativo video musicale diretto da Daniel Askill e girato in collaborazione con Apple.
Il 2 marzo 2020 Gaga ha annunciato che l'album si sarebbe intitolato Chromatica e che sarebbe stato distribuito il 10 aprile successivo. Tuttavia, a causa della pandemia di COVID-19, la cantante è stata costretta a posticipare la data di uscita al 29 maggio dello stesso anno. Il 22 maggio è stato presentato il secondo singolo Rain on Me, in collaborazione con la cantante Ariana Grande, seguito sei giorni più tardi dal singolo promozionale Sour Candy, realizzato in collaborazione con il gruppo musicale sudcoreano Blackpink.
Per la promozione dell'album, la cantante ha annunciato il Chromatica Ball, inizialmente una tournée di sei date, dal 24 luglio al 19 agosto 2020. Tale tournée, tuttavia, è stata rinviata all'estate 2022 a causa della pandemia di COVID-19; concentrata esclusivamente negli stadi, è stata estesa a venti date in diciotto città.
Il 25 giugno l'artista ha lanciato un contest in collaborazione con Adobe con un premio di 10000 $ in palio al fine di creare le immagini legate alla copertina dell'album. Per celebrare l'ultimo episodio del podcast GagaRadio sulla piattaforma Apple Music, il 28 agosto la cantante ha pubblicato digitalmente una versione remix di Free Woman. Il 18 settembre la cantante ha presentato il videoclip per 911, diretto da Tarsem Singh Dhandwar, estratto come singolo il 25 dello stesso mese.

## Accoglienza
| Recensione           | Giudizio |
| -------------------- | -------- |
| AllMusic             |          |
| Clash                | 8/10     |
| Consequence          | A–       |
| Entertainment Weekly | A–       |
| Evening Standard     |          |
| Exclaim!             | 8/10     |
| musicOMH             |          |
| NME                  |          |
| Pitchfork            | 7,3/10   |
| PopMatters           | 7/10     |
| Rolling Stone        |          |
| Slant Magazine       |          |
| Sputnikmusic         |          |
| The A.V. Club        | B        |
| The Daily Telegraph  |          |
| The Guardian         |          |
| The Independent      |          |
| The Irish Times      |          |
| The Line of Best Fit | 9/10     |
| The Times            |          |

Chromatica ha ottenuto recensioni prevalentemente positive da parte dei critici musicali. Su Metacritic, sito che assegna un punteggio normalizzato su 100 in base a critiche selezionate, l'album ha ottenuto un punteggio medio di 79 basato su venticinque critiche.

## Tracce
1. Chromatica I – 1:00 (musica: Lady Gaga, Morgan Kibby)
2. Alice – 2:57 (Lady Gaga, BloodPop, Axel Hedfors, Justin Tranter, Johannes Klahr)
3. Stupid Love – 3:13 (Lady Gaga, BloodPop, Max Martin, Martin Joseph Léonard Bresso, Ely Rise)
4. Rain on Me (con Ariana Grande) – 3:02 (Lady Gaga, BloodPop, Matthew Burns, Nija Charles, Rami Yacoub, Martin Joseph Léonard Bresso, Ariana Grande)
5. Free Woman – 3:11 (Lady Gaga, BloodPop, Axel Hedfors, Johannes Klahr)
6. Fun Tonight – 2:53 (Lady Gaga, BloodPop, Matthew Burns, Rami Yacoub)
7. Chromatica II – 0:41 (musica: Lady Gaga, Morgan Kibby)
8. 911 – 2:52 (Lady Gaga, BloodPop, Madeon, Justin Tranter)
9. Plastic Doll – 3:41 (Lady Gaga, BloodPop, Skrillex, Rami Yacoub, Jacob "Jkash" Hindlin)
10. Sour Candy (con Blackpink) – 2:37 (Lady Gaga, BloodPop, Matthew Burns, Rami Yacoub, Madison Emiko Love)
11. Enigma – 2:59 (Lady Gaga, BloodPop, Matthew Burns, Jacob "Jkash" Hindlin)
12. Replay – 3:06 (Lady Gaga, BloodPop, Matthew Burns)
13. Chromatica III – 0:27 (musica: Lady Gaga, Morgan Kibby)
14. Sine from Above (con Elton John) – 4:04 (Lady Gaga, BloodPop, Elton John, Axel Hedfors, Johannes Klahr, Rami Yacoub, Richard Zastenker, Ryan Tedder, Sebastian Ingrosso, Benjamin Rice, Vincent Ponte, Salem Al Fakir)
15. 1000 Doves – 3:35 (Lady Gaga, BloodPop, Martin Joseph Léonard Bresso, Rami Yacoub)
16. Babylon – 2:41 (Lady Gaga, BloodPop, Matthew Burns)

Tracce bonus nell'edizione deluxe
1. Love Me Right – 2:50 (Lady Gaga, BloodPop, Matthew Burns)
2. 1000 Doves (Piano Demo) – 2:48 (Lady Gaga, BloodPop, Martin Joseph Léonard Bresso, Rami Yacoub)
3. Stupid Love (Vitaclub Warehouse Mix) – 3:41 (Lady Gaga, BloodPop, Max Martin, Martin Joseph Léonard Bresso, Ely Rise)

Traccia bonus nell'edizione giapponese
1. Stupid Love (Ellis Remix) – 3:33 (Lady Gaga, BloodPop, Max Martin, Martin Joseph Léonard Bresso, Ely Rise)

Contenuto bonus nella Tour Edition giapponese del 2022
- CD

1. Love Me Right – 2:50 (Lady Gaga, BloodPop, Matthew Burns)
2. Hold My Hand – 3:35 (Lady Gaga, BloodPop)

- DVD

1. Interview
2. Stupid Love (Music Video)
3. Stupid Love (Music Video Making)
4. Rain on Me (with Ariana Grande) (Music Video)
5. Rain on Me (with Ariana Grande) (Music Video Making)
6. Sour Candy (con Blackpink) (Lyric Video)
7. 911 (Short Film)

## Formazione
Hanno partecipato alle registrazioni, secondo le note di copertina:
Musicisti
- Lady Gaga – voce (eccetto tracce 1, 7 e 13)
- Amie Doherty – orchestrazione e direzione orchestra (tracce 1, 7 e 13)
- Alyssa Park – violino (tracce 1, 7 e 13)
- Shalini Vijavan – violino (tracce 1, 7 e 13)
- Jessica Guideri – violino (tracce 1, 7 e 13)
- Luanne Homzy – violino (tracce 1, 7 e 13)
- Charlie Bisharat – violino (tracce 1, 7 e 13)
- Neel Hammond – violino (tracce 1, 7 e 13)
- Lucia Micarelli – violino (tracce 1, 7 e 13)
- Songa Lee – violino (tracce 1, 7 e 13)
- Marisa Kuney – violino (tracce 1, 7 e 13)
- Meredith Crawford – viola (tracce 1, 7 e 13)
- Erik Rynearson – viola (tracce 1, 7 e 13)
- Andrew Duckles – viola (tracce 1, 7 e 13)
- Linnea Powell – viola (tracce 1, 7 e 13)
- Vanessa Freebairn Smith – violoncello (tracce 1, 7 e 13)
- Tim Loo – violoncello (tracce 1, 7 e 13)
- Giovanna Clayton – violoncello (tracce 1, 7 e 13)
- Ian Walker – contrabbasso (tracce 1, 7 e 13)
- Dylan Hart – corno francese (tracce 1, 7 e 13)
- Laura Brenes – corno francese (tracce 1, 7 e 13)
- Mark Adams – corno francese (tracce 1, 7 e 13)
- Katie Faraudo – corno francese (tracce 1, 7 e 13)
- Teag Heaves – corno francese (tracce 1, 7 e 13)
- Allen Foole – corno francese (tracce 1, 7 e 13)
- Steve Holtman – trombone (tracce 1, 7 e 13)
- Reggie Young – trombone (tracce 1, 7 e 13)
- Nick Daley – trombone (tracce 1, 7 e 13)
- BloodPop – batteria, basso e tastiera (tracce 2, 3, 5, 6, 8-10, 14-16), programmazione (tracce 2, 3 e 15), chitarra (tracce 3, 5, 6, 8, 9, 14 e 15), percussioni (traccia 3, 6, 8-10, 14 e 16)
- Axwell – batteria, basso e tastiera (tracce 2, 5 e 14), programmazione (traccia 2), chitarra e percussioni (tracce 5 e 14)
- Klahr – batteria, basso e tastiera (tracce 2, 5 e 14), programmazione (traccia 2), chitarra e percussioni (tracce 5 e 14)
- John "JR" Robinson – batteria (traccia 3)
- Tchami – batteria, basso, tastiera, chitarra e programmazione (tracce 3 e 15), percussioni (traccia 3)
- Ariana Grande – voce (traccia 4)
- Matthew Burns – batteria e basso (tracce 4, 6, 10-12 e 16), tastiera (tracce 4, 6, 10-12, 14 e 16), chitarra (tracce 4, 6, 11, 12 e 14), percussioni (tracce 6, 10, 12, 14 e 16)
- Leddie Garcia – percussioni (tracce 4 e 11)
- Rachel Mazer – sassofono (tracce 4, 11 e 16)
- Madeon – batteria, basso e tastiera (traccia 8), chitarra e percussioni (tracce 8 e 9)
- Skrillex – batteria, basso e tastiera (traccia 9)
- Blackpink – voci (traccia 10)
- Madison Love – cori (traccia 10)
- Elton John – voce (traccia 14)
- Rami Yacoub – cori (traccia 15)
- Vanessa Bryan – cori (traccia 16)
- Jyvonne Haskin – cori (traccia 16)
- Jantre Christian – cori (traccia 16)
- Laurhan Beato – cori (traccia 16)
- Adryon De Leon – cori (traccia 16)
- Shameka Dwight – cori (traccia 16)
- India Carney – cori (traccia 16)
- Tia Simmone – cori (traccia 16)
- Ronnie Ohannon – cori (traccia 16)
- Daniel Joshua – cori (traccia 16)
- Matt Bloyd – cori (traccia 16)
- William Washington – cori (traccia 16)

Produzione
- BloodPop – produzione esecutiva, produzione (tracce 2-6, 8-11, 14-16)
- Lady Gaga – produzione esecutiva, produzione (tracce 1, 7 e 13)
- Randy Merrill – mastering
- Morgan Kibby – produzione (tracce 1, 7 e 13)
- Mike Schuppan – ingegneria del suono e missaggio (tracce 1, 7 e 13)
- Axwell – produzione (tracce 2, 5 e 14)
- Klahr – produzione (tracce 2, 5 e 14)
- Benjamin Rice – produzione vocale, registrazione e missaggio (tracce 2-6, 8-12, 14-16)
- Tom Norris – missaggio (tracce 2-6, 8-12, 14-16)
- E. Scott Kelly – assistenza al missaggio (tracce 2-6, 9-12, 14-16)
- Tchami – produzione (tracce 3 e 15), missaggio (traccia 3), produzione aggiuntiva (traccia 16)
- Max Martin – coproduzione (traccia 3), produzione vocale (traccia 3)
- Burns – produzione (tracce 4, 6, 10-12 e 14)
- Madeon – produzione (traccia 8)
- Skrillex – produzione (traccia 9)
- Liohn – produzione (traccia 14)
- Rami Yacoub – produzione aggiuntiva (traccia 14)

## Successo commerciale

### Nord America
Negli Stati Uniti d'America Chromatica ha esordito in vetta alla Billboard 200 statunitense. È diventato il sesto album in studio consecutivo della cantante a conseguire tale risultato dopo aver venduto nella sua prima settimana 274 000 unità equivalenti, di cui 205 000 sono vendite pure, 65 000 sono stream-equivalent units risultanti da 87,16 milioni di riproduzioni in streaming dei brani mentre le restanti 4 000 sono track-equivalent units equivalenti alle vendite digitali dei singoli brani. Gaga è divenuta la sesta interprete femminile ad accumulare sei album numero uno e la donna ad averli raccolti più velocemente, in solo nove anni e due giorni. Nella settimana successiva è sceso al 2º posto con 64 000 unità distribuite, registrando un calo di vendite del 77% rispetto alla settimana di debutto.
Ha esordito al primo posto anche nella classifica canadese con 28 000 unità totalizzate nella prima settimana, diventando così il quarto disco numero uno della cantante; ha in seguito trascorso una seconda settimana consecutiva in cima grazie a poco più di 6 000 unità. Nel corso del 2020 l'album ha totalizzato 96 000 unità vendute sul suolo canadese, di cui 30 000 copie pure (19 000 CD, 8 000 download digitali, e le restanti 3 000 in cassetta o vinile).

### Europa
Nella Official Albums Chart britannica ha debuttato in prima posizione, diventando il quarto album numero uno di Lady Gaga. Nella sua prima settimana ha totalizzato 52 907 unità, di cui 31 709 copie digitali, 14 893 provenienti dalle riproduzioni streaming e 8 500 copie distribuite in formato vinile, segnando il più grande debutto settimanale dell'anno e il migliore per un'artista femminile da Thank U, Next di Ariana Grande del 2019. Ha venduto di più del resto dei progetti presenti in top ten combinati. È rimasto in vetta per una seconda settimana consecutiva distribuendo 12 819 unità, registrando un calo di vendite del 76% e con sole 571 copie in più del secondo classificato, Deep Down Happy degli Sports Team.
Nella Irish Albums Chart l'album ha esordito in vetta, divenendo il terzo album numero uno di Lady Gaga in Irlanda e registrando il miglior debutto settimanale del 2020 per quanto riguarda le vendite pure; ha inoltre venduto di più dei restanti quattro dischi presenti in top five combinati. Ha mantenuto il piazzamento per una seconda settimana consecutiva, risultando primo anche tra le vendite fisiche. Nella classifica italiana degli album stilata dalla FIMI è diventato il secondo album numero uno della cantante e il primo da Born This Way del 2011, risultando il disco più venduto della settimana anche tra i vinili. Anche in Francia è entrato direttamente al primo posto grazie a 21 746 unità vendute, segnando il maggior debutto settimanale per un album in territorio francese tra le artiste femminili e tra gli artisti internazionali. È poi sceso di una posizione con ulteriori 4 100 unità, segnando un decremento di vendite del 76%. A fine anno è risultato il 64º disco più venduto, 7º tra gli album internazionali, in territorio francese grazie a 64 500 unità di vendita.

### Asia e Oceania
Con soli tre giorni di vendite presi in considerazione, ha debuttato alla 3ª posizione della classifica giapponese delle vendite fisiche e digitali Oricon con 7 783 copie vendute, per poi scendere alla 10ª posizione vendendone 3 691. In Corea del Sud ha debuttato alla 64ª posizione nella Circle Chart. In Australia ha esordito al primo posto, diventando il quarto album numero uno di Gaga nella classifica. Il disco è rimasto in vetta alla classifica per una seconda settimana consecutiva. In quella neozelandese, similmente, ha fatto il suo ingresso in cima, divenendo il quarto album numero uno della cantante in tale territorio.

## Classifiche

### Classifiche settimanali
| Classifica (2020-21) | Posizione massima |
| -------------------- | ----------------- |
| Argentina            | 2                 |
| Australia            | 1                 |
| Austria              | 1                 |
| Belgio (Fiandre)     | 3                 |
| Belgio (Vallonia)    | 2                 |
| Canada               | 1                 |
| Corea del Sud        | 64                |
| Croazia              | 1                 |
| Danimarca            | 4                 |
| Estonia              | 1                 |
| Finlandia            | 1                 |
| Francia              | 1                 |
| Germania             | 3                 |
| Giappone             | 3                 |
| Grecia               | 2                 |
| Irlanda              | 1                 |
| Islanda              | 17                |
| Italia               | 1                 |
| Lituania             | 1                 |
| Messico              | 1                 |
| Norvegia             | 3                 |
| Nuova Zelanda        | 1                 |
| Paesi Bassi          | 1                 |
| Polonia              | 9                 |
| Portogallo           | 1                 |
| Regno Unito          | 1                 |
| Repubblica Ceca      | 1                 |
| Slovacchia           | 2                 |
| Spagna               | 3                 |
| Stati Uniti          | 1                 |
| Svezia               | 2                 |
| Svizzera             | 1                 |
| Ungheria             | 4                 |

### Classifiche di fine anno
| Classifica (2020) | Posizione |
| ----------------- | --------- |
| Australia         | 22        |
| Austria           | 67        |
| Belgio (Fiandre)  | 48        |
| Belgio (Vallonia) | 41        |
| Canada            | 34        |
| Croazia           | 10        |
| Francia           | 64        |
| Germania          | 74        |
| Irlanda           | 44        |
| Italia            | 37        |
| Nuova Zelanda     | 47        |
| Paesi Bassi       | 50        |
| Portogallo        | 35        |
| Regno Unito       | 22        |
| Spagna            | 32        |
| Stati Uniti       | 50        |
| Svezia            | 86        |
| Svizzera          | 30        |
| Ungheria          | 61        |
| Classifica (2021) | Posizione |
| Spagna            | 93        |

## Riconoscimenti
- LOS40 Music Awards[122]
  - 2020 – Candidatura al miglior album internazionale

### Altri riconoscimenti
- 2º — Yahoo! (Jen Kucsak)[123]
- 3º — People[124]
- 3º — PopMatters[125]
- 4º — Dazed[126]
- 5º — Billboard[127]
- 8º — Consequence[128]
- 8º — PopBuzz[129]
- 11º — Rolling Stone[130]
- 13º — Vogue India[131]
- 14º — DIY[132]
- 14º — NME[133]
- 15º — Clash[134]
- 24º — PopSugar[135]
- Top 25 — PopCrush[136]
- 28º — Dork[137]
- 29º — Genius[138]
- Top 30 — Glamour[139]
- 35º — musicOMH[140]
- 64º — Vice[141]
- Meglio del 2020 — AllMusic[142]
- Meglio del 2020 — Nylon (Alexa Pipia)[143]